# Fútbol Club Universitario
Fútbol Club Universitario é um clube de futebol profissional com sede em Vinto, na Bolívia, que compete na Primeira Divisão do Campeonato Boliviano. Foi fundado em 23 de março de 2005 e em 2022 jogou a Primeira Divisão pela primeira vez em sua história, após conquistar a Copa Simón Bolívar 2021.

## História
O Universitario foi fundado, inicialmente como uma equipe universitária no começo da década de 2000, por dois amigos que se conheceram no colégio e estudaram juntos na Universidad Adventista de Bolivia (UAB), Fernando Chávez e Ramiro Andrade, hoje presidente e vice do clube. O time foi fundado oficialmente em 23 de março de 2005, o dia em que se afiliou oficialmente a Associação Municipal de Futebol de Vinto. Em pouco tempo se tornou a equipe dominante na Lida de Vinto. Participaram pela primeira vez da Copa Simón Bolívar em 2017, sendo eliminados na fase de grupos.
Universitario de Vinto chegou a segunda etapa da Copa Simón Bolívar em 2018, porém não avançou para a fase nacional nas campanhas de 2019 e 2020 por não se classificarem. Em 2020, ganham o Campeonato Provincial de Valle Bajo e disputam o Torneio Provincial de Clubes Campeões, aonde se sagram campeão provincial de Cochabamba e assim regressam ao principal torneio nacional em 2021. Na temporada 2021, fazem uma ótima campanha e ganham o campeonato, conquistando o acesso para a Primera Divisão ao derrotar o Universitario de Sucre na final.